# The Britannia and Montevideo Reporter
Die The Britannia and Montevideo Reporter war eine Zeitung in Uruguay.
Das in englischer Sprache verfasste Presseorgan wurde durch in Montevideo lebende Ausländer gegründet, von denen viele sich aufgrund der gewaltsamen Verfolgung durch Rosas dort im Exil niederließen. Die Zeitung diente der Vertretung ihrer Interessen und sollte den Kampf gegen Rosas unterstützen. Der Leitspruch der Zeitung lautete: "Coellum non animun mutat". Die Redaktion des The Britannia and Montevideo Reporter befand sich in der "Calle del Portón". Das Blatt erschien erstmals am 4. Juni 1842 und fortan einmal wöchentlich. Inhaltlich befasste sich die Zeitung mit Lokalnachrichten, Bekanntmachung von Regierungs-Dekreten der Gobierno de la Defensa und Neuigkeiten aus England. Eine Einzelausgabe kostete 250 Reis. Für das vierteljährliche Abonnement wurden drei Patacones verlangt.